# Peugeot Type 65, 67, 77, 78 e 88
Le Type 65, 67, 77, 78 e 88 sono cinque modelli di autovettura prodotti tra il 1904 ed il 1907 dalla casa automobilistica francese Peugeot.

## Profilo
Erano cinque modelli prodotti nel breve arco di quattro anni o poco più. Tali modelli erano catalogati in quella categoria che allora includeva quelle vetture di classe media e medio-alta in versione familiare, cioè progettate per offrire spazio e comfort agli occupanti.
La prima vettura tra queste cinque ad essere prodotta fu la Type 65, introdotta nel 1904. Era una vettura mossa da un grosso bicilindrico da 1817 cm³ ed era disponibile anche nella versione aperta, denominata Type 67 ed equipaggiata dal medesimo propulsore. Entrambe avevano ingombri di 3.5 m in lunghezza e di 1.6 in larghezza, con un passo di 2.2 metri, che garantiva un'ottima abitabilità per l'epoca. La Type 65 fu prodotta solo nel 1904 in appena 12 esemplari, mentre la Type 67 riscosse maggior successo e totalizzò 235 esemplari.
Queste due vetture furono sostituite nel 1905 dalla Type 77, una torpedo appena più corta delle antenate (10 cm in meno), con le quali condivideva il propulsore. Fu prodotta solo in quell'anno in 306 esemplari.
Stesso propulsore anche per la Type 78 del 1906, che andò a sostituire la Type 77 e che fu disponibile in versione cabriolet, con una lunghezza del corpo vettura di 3.35 metri. Fu prodotta nel solo 1906 in 261 esemplari.
La Type 88 fu la vettura che rilevò la Type 78: prodotta nel solo 1907 in 175 esemplari, era lunga 3.80 metri, più delle sue antenate.